# Goryphus salutator
Goryphus salutator là một loài tò vò trong họ Ichneumonidae.